# Den siste tempelriddaren
Den siste tempelriddaren (en: The Last Templar), är en roman, skriven av libanesamerikanen Raymond Khoury. Boken gavs ut för första gången 2005, och 2006 i Sverige.